# Языки мира

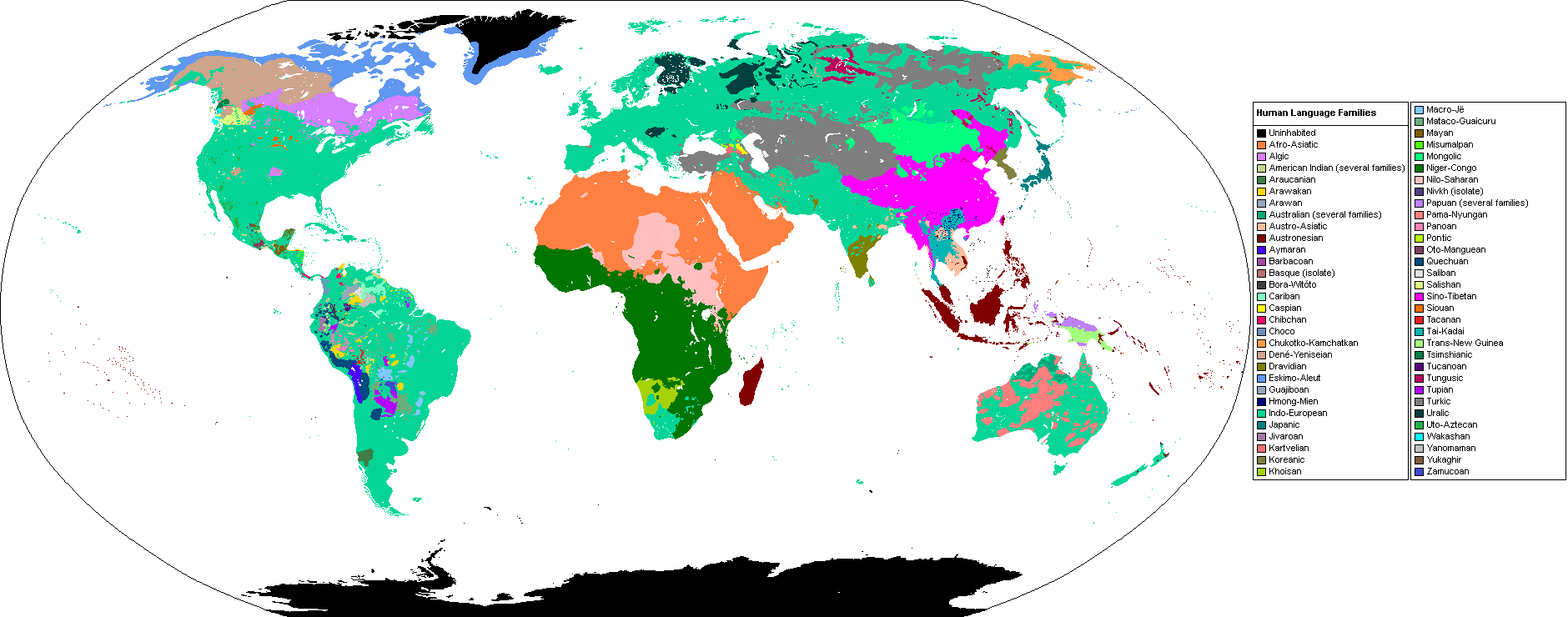
Карта основных языковых семей

Согласно данным крупнейшего в мире каталога языков Ethnologue, по состоянию на 2024 год на Земле насчитывается 7164 языка, относящихся к 142 различным языковым семьям.
На наиболее распространённых языках, которых насчитывается 40, разговаривает примерно 2/3 населения Земли. Больше всего людей говорит на китайском, хинди, английском, испанском, арабском, русском и португальском. Значительно распространён и французский язык, однако число тех, кто считает его родным (первым), сравнительно невелико.
Наибольшая концентрация различных языков наблюдается в Папуа — Новой Гвинее, что связано с множеством изолированных горных долин в этой стране. Языки Папуа — Новой Гвинеи составляют примерно 10 % от общего числа языков мира.
С развитием коммуникаций число живых языков сокращается со средней скоростью 1 язык в две недели. Языки умирают вместе с последним носителем, и поэтому опасность грозит, прежде всего, народностям, не использующим письменность. Одна из причин гибели языков — неравномерное распределение их по числу носителей. Так, на 80 % населения планеты приходится 80 языков, а на 3,5 тыс. языков — лишь 0,2 % жителей Земли. Основными причинами процесса исчезновения языков считаются глобализация и миграция. Люди уезжают из деревень в города и теряют язык своего народа.
По данным «Атласа мировых языков, находящихся под угрозой исчезновения» ЮНЕСКО, в настоящее время в Европе исчезновение угрожает примерно 50 языкам. В мире в целом насчитывается более 400 языков, которые считаются исчезающими, а около половины ныне существующих языков выйдет из употребления уже к середине XXI столетия. Многие языки исчезают из-за того, что их носители вступают в контакт с более сильной языковой средой, поэтому под угрозой исчезновения в первую очередь находятся языки малых народностей и языки народов, не имеющих государственности. Если язык изучают менее 70 % детей, он считается исчезающим.
В наиболее уязвимом положении находятся языки аборигенов Австралии, Индокитая, Америки, Африки и островов, изолированных от континентов, — там существует множество мелких народностей, которые вытесняются другими, а также, в случае с островами, при массовой смерти народа некому возрождать его. Наиболее стойки языки Европы — европейские страны развиты, в них обитает множество жителей; следовательно, потеря даже нескольких тысяч носителей данных языков является несущественной. Единственным исключением является латынь, являющаяся одним из официальных языков Ватикана и представляющая собой уже мёртвый язык.

## Языковая систематика
Семья — базовый уровень, на котором основывается вся языковая систематика. Семья — это группа определённо, но достаточно далеко родственных языков, которые имеют не меньше 15 % совпадений в базовом списке (стословный вариант списка Сводеша). В качестве примеров см. список языковых семей Евразии или обзор языковых семей Африки.
Для каждой семьи список ветвей, групп и т. п. определяется с учётом традиционно выделяемых группировок, степени близости их между собой и времени распада на составляющие. При этом ветви и группы разных семей не обязательно должны быть одного уровня глубины, важен лишь их относительный порядок внутри одной семьи.
Например, для индоевропейской семьи можно выделить следующий набор ветвей: анатолийская, тохарская, кельтская, балто-славянская, индоиранская, германская, италийско-романская, греко-македонская, армянская, албанская и ряд древних языков, условно объединяемых в палеобалканскую зону.

## Билингвизм
Число людей, говорящих на двух и более языках, постоянно увеличивается. Например, согласно недавнему исследованию[какому?], значительная часть (в одном из штатов[каком?] — более половины) индийских школьников владеет английским лучше, чем родным.

## Наиболее распространённые языковые семьи
1. Индоевропейские языки: ~ 2,5 млрд носителей, включая романские языки, индоарийские языки, германские языки и балто-славянские языки;
2. Сино-тибетские языки: ~ 1,2 млрд носителей, включая основной китайский язык;
3. Урало-алтайские языки (образование уровня надсемьи): ~ 500 млн носителей, включая основные тюркские языки.

## Языки мирового значения
Современными международными языками можно считать (в порядке убывания общего числа владеющих языком):

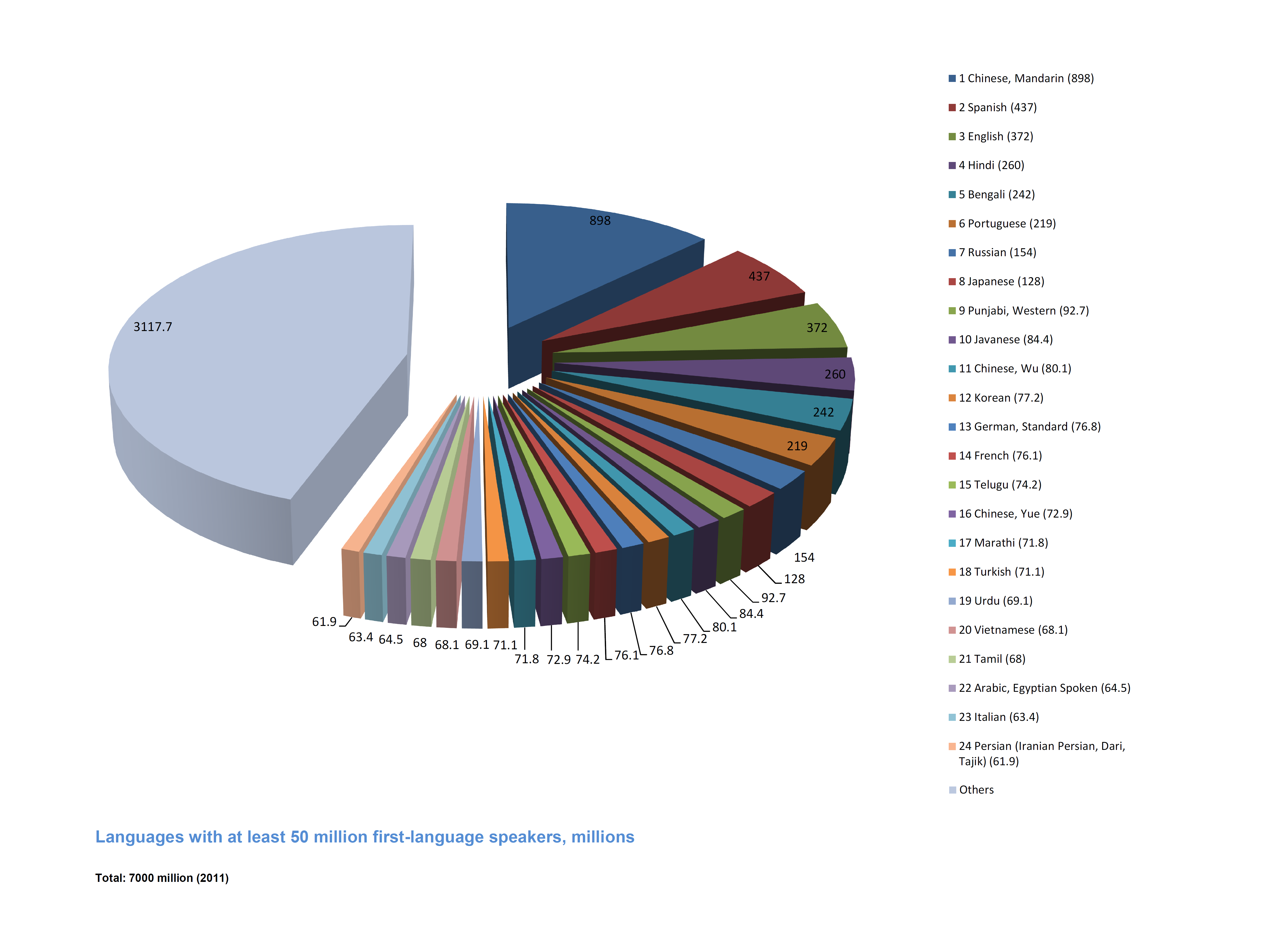
Языки, являющиеся родными для более чем 50 млн человек. Данные по: Ethnologue без учёта макроязыков (китайский, арабский)

| Ранг | Язык               | Родной          | Второй             | Общее число говорящих на нём |
| ---- | ------------------ | --------------- | ------------------ | ---------------------------- |
| 1    | Китайский язык     | 1,4 миллиарда   | от 300 миллионов   | от 1,7 миллиарда             |
| 2    | Английский язык    | 380 миллионов   | 260 миллионов      | от 640 миллионов             |
| 3    | Испанский язык     | 425 миллионов   | до 125 миллионов   | до 550 миллионов             |
| 4    | Арабский язык      | 280 миллионов   | от 80 миллионов    | до 380 миллионов             |
| 5    | Французский язык   | 80 миллионов    | до 200 миллионов   | до 280 миллионов             |
| 6    | Русский язык       | ~ 118 миллионов | до ~ 140 миллионов | до 258 миллионов             |
| 7    | Португальский язык | 200 миллионов   | до 30 миллионов    | до 230 миллионов             |
| 8    | Немецкий язык      | 80 миллионов    | до 80 миллионов    | до 160 миллионов             |

### Карта распространения международных языков
Карты, показывающие распространение международных языков:

Английский язык
Китайский язык
Испанский язык
Арабский язык
Французский язык
Русский язык
Португальский язык
Немецкий язык

### Официальные языки ООН
Английский, арабский, испанский, китайский, русский и французский являются официальными языками ООН.